# Liste des mammifères en Chine
Voici la liste des espèces mammifères signalées en Chine. Il y a 495 espèces de mammifères en Chine, dont 13 sont en danger critique d'extinction, 24 sont en danger, 47 sont vulnérables, et 7 sont quasi menacées. Trois des espèces listées pour la Chine sont considérées comme éteintes.

## Statuts de la liste rouge de l'UICN
Les statuts de conservation utilisés par la liste rouge de l'UICN mondiale sont :
| (EX) | Éteint                  | Il n'y a pas le moindre doute sur le fait que le dernier spécimen recensé est mort.                                                                   |
| (EW) | Éteint à l'état sauvage | L'espèce est connue uniquement en captivité ou en tant que population naturalisée bien en dehors de son ancienne aire de répartition.                 |
| (CR) | En danger critique      | L'espèce risque prochainement de s'éteindre à l'état sauvage.                                                                                         |
| (EN) | En danger               | L'espèce fait face à un très gros risque d'extinction à l'état sauvage.                                                                               |
| (VU) | Vulnérable              | L'espèce fait face à un gros risque d'extinction à l'état sauvage.                                                                                    |
| (NT) | Quasi menacé            | L'espèce ne satisfait pas un ou plusieurs des critères prévus qui permettraient de la catégoriser, mais pourrait risquer de s'éteindre dans le futur. |
| (LC) | Préoccupation mineure   | Il n'y a pas de risque identifiable pour l'espèce. |
| (DD) | Données insuffisantes   | Il n'y a pas d'information adéquate qui permettraient de faire une évaluation des risques pour cette espèce.                                          |
| (NE) | Non évalué              | L'espèce n'a pas encore été confrontée aux critères précédents, n'est pas reconnue par l'UICN ou bien s'est éteinte avant le XVIe siècle.             |

Certaines espèces ont été évaluées en utilisant un ensemble de critères plus anciens. Les espèces évaluées utilisant ce système ont ce qui suit à la place de Quasi menacé et Préoccupation mineure :
| LR/cd | Risque faible/dépendant de mesures de conservation | Espèce bénéficiant d'un programme de conservation continue et qui pourraient basculer dans une catégorie de risque plus élevée si ce programme s'arrêtait. |
| LR/nt | Risque faible/Quasi menacé                         | Espèces qui sont proches d'être classées en tant qu'espèce vulnérable mais qui ne sont pas l'objet de programmes de conservation.                          |
| LR/lc | Risque faible/Préoccupation mineure                | Espèces pour lesquelles il n'y a pas de risques identifiés.                                                                                                |

## Sous-classe:Theria

### Infra-classe:Eutheria

#### Ordre:Proboscidea(éléphants)

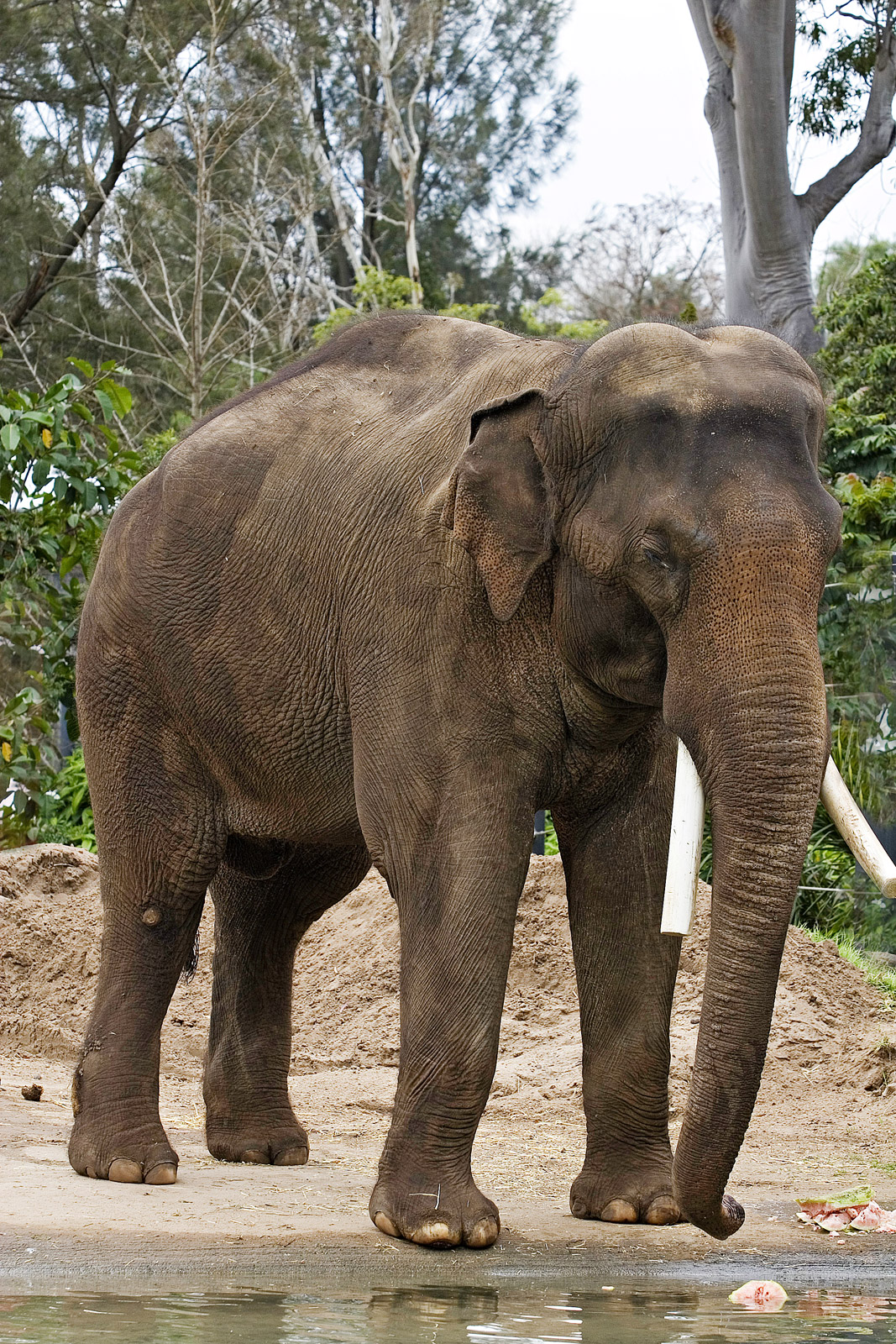
Éléphant d'Asie

Les éléphants comprend trois espèces et sont les plus grands animaux terrestres vivants.
- Famille : Elephantidae (éléphants)
  - Genre : Elephas
    - Éléphant d'Asie Elephas maximus EN

#### Ordre:Sirenia(lamantins et dugongs)

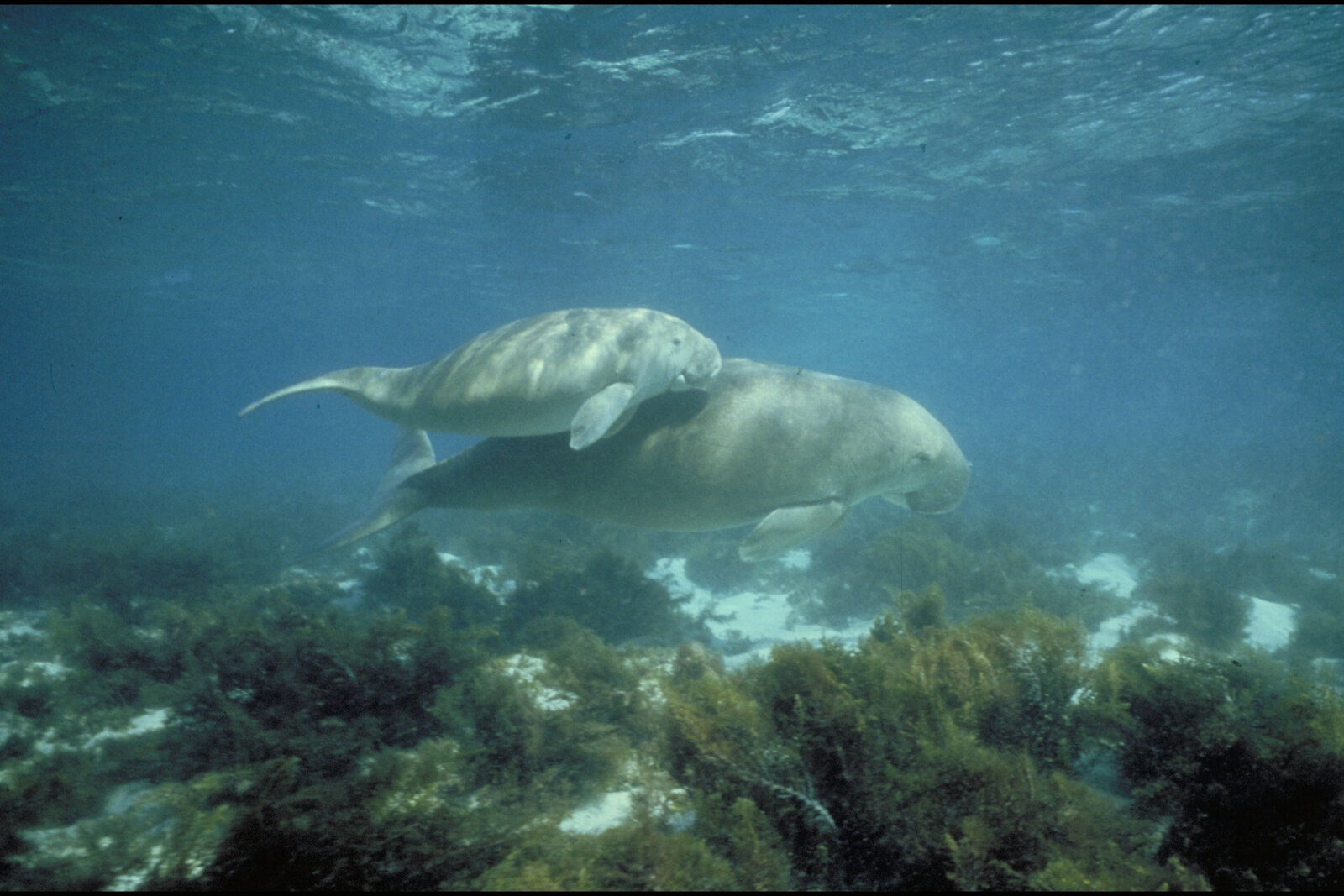
Dugong

Sirenia est un ordre de mammifères marins totalement adaptés à la vie aquatique et qui se rencontrent dans les rivières, les estuaires, les eaux côtières et maritimes, les marais, et les zones humides marines. Toutes les quatre sont en danger.
- Famille : Dugongidae
  - Genre : Dugong
    - Dugong Dugong dugon VU

#### Ordre:Scandentia(toupaille, ptilocerque etc)
Les scandentien sont des petits mammifères originaires des forêts tropicales d'Asie du Sud-Est.
- Famille : Tupaiidae
  - Genre : Tupaia
    - Toupaille de Belanger Tupaia belangeri LR/lc

#### Ordre:Primates

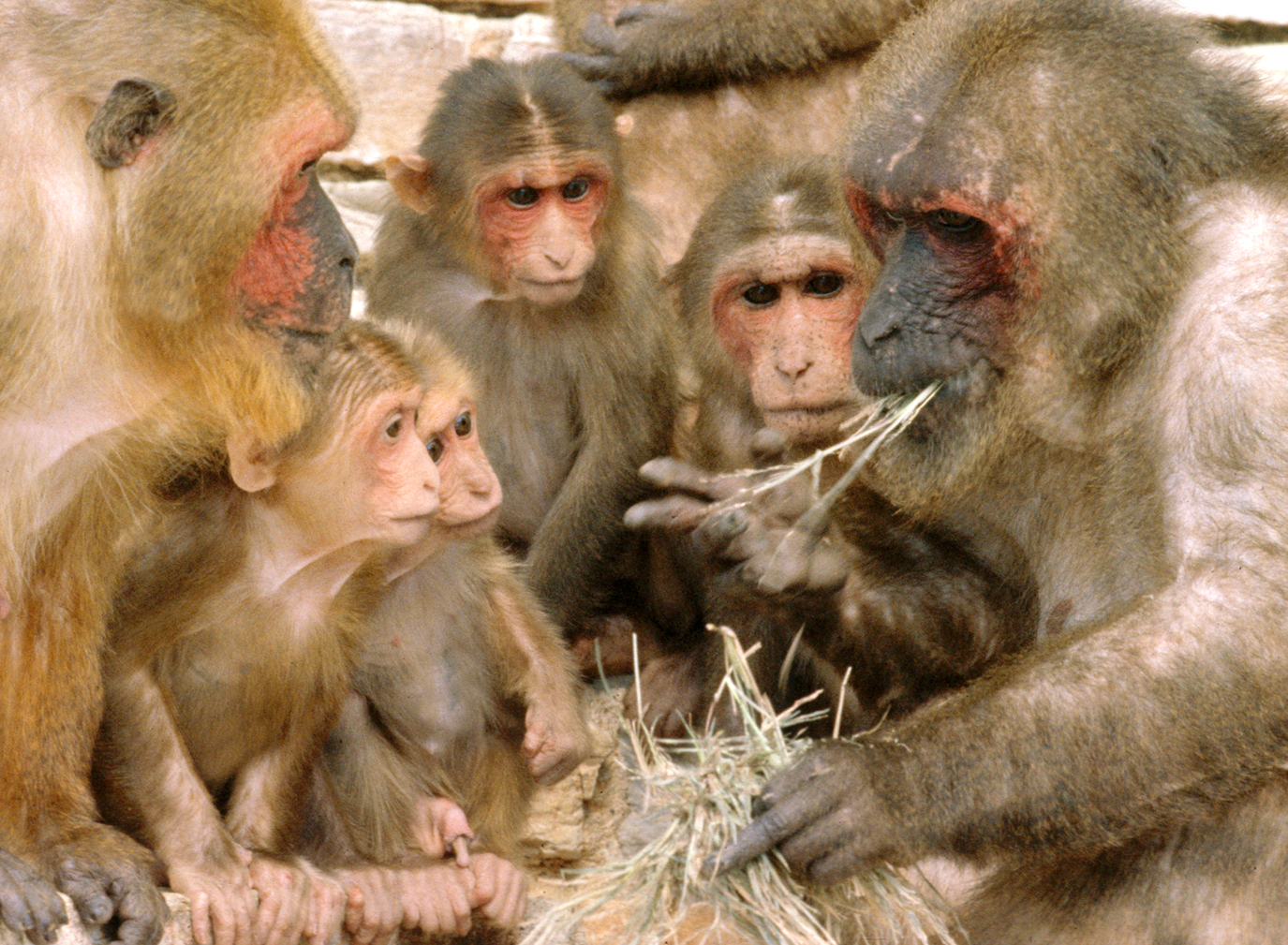
Macaque ours

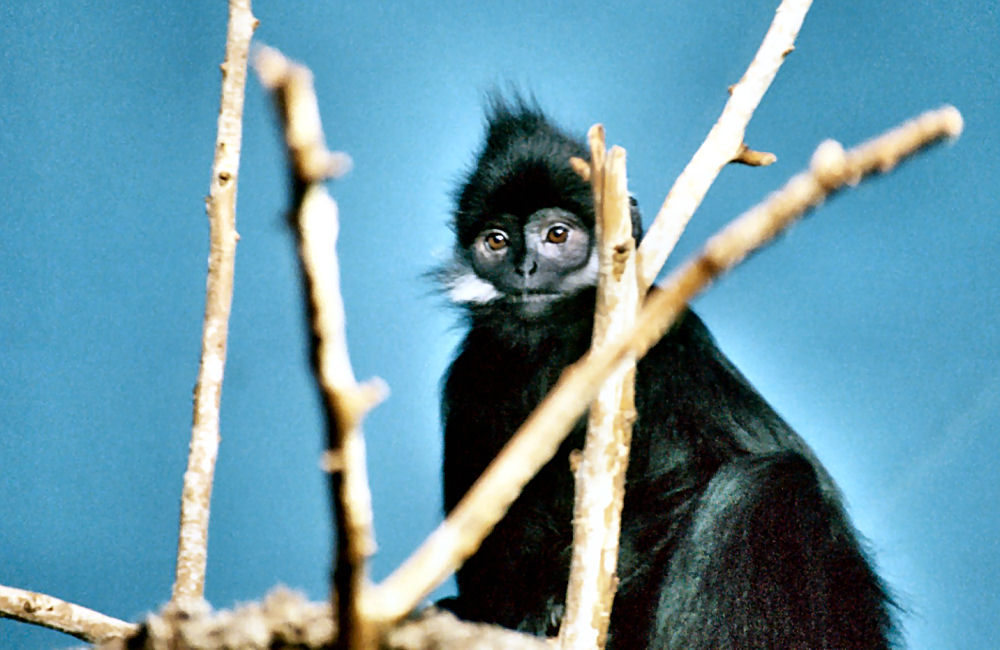
Semnopithèque de François

L'ordre des primates contient toutes les espèces associées aux lémures, singes, et hominoïdes, avec cette dernières catégorie comprenant les humains. Il est divisé de manière informelle en trois groupes principaux : 
prosimiens, singes du Nouveau Monde, et singes du l'Ancien Monde.
- Sous-ordre : Strepsirrhini
  - Infra-ordre : Lorisiformes
    - Famille : Lorisidae (loris, galagos, etc.)
      -         - Genre : Nycticebus
          - Loris paresseux Nycticebus coucang LR/lc
          - Loris paresseux pygmée Nycticebus pygmaeus VU
- Sous-ordre : Haplorrhini
  - Infra-ordre : Simiiformes
    - Parvordo : Catarrhini
      - Super-famille : Cercopithecoidea
        - Famille : Cercopithecidae (singes du l'Ancien Monde)
          -             - Genre : Macaca
              - Macaque ours Macaca arctoides VU
              - Macaque d'Assam Macaca assamensis VU
              - Macaque rhésus Macaca mulatta LR/nt
              - Macaque du Tibet Macaca thibetana LR/cd

          - Sous-famille : Colobinae
            - Genre : Semnopithecus
              - Entelle Semnopithecus entellus LR/nt

            - Genre : Trachypithecus
              - Semnopithèque de François Trachypithecus francoisi VU
              - Semnopithèque à bonnet Trachypithecus pileatus EN
              - Trachypithecus poliocephalus CR

            - Genre : Rhinopithecus
              - Rhinopithèque brun Pygathrix bieti EN
              - Rhinopithèque jaune doré Pygathrix brelichi EN
              - Rhinopithèque de Roxellane Rhinopithecus roxellana EN

      - Super-famille : Hominoidea
        - Famille : Hylobatidae (gibbons)
          - Genre : Bunopithecus
            - Houlock Bunopithecus hoolock EN

          - Genre : Hylobates
            - Gibbon à mains blanches Hylobates lar LR/EN

          - Genre : Nomascus
            - Gibbon noir Nomascus concolor CR
            - Gibbon à joues blanches du Nord Nomascus leucogenys CR
            - Gibbon à crête noire de l'Est Nomascus nasutus CR

#### Ordre:Rodentia(rongeurs)

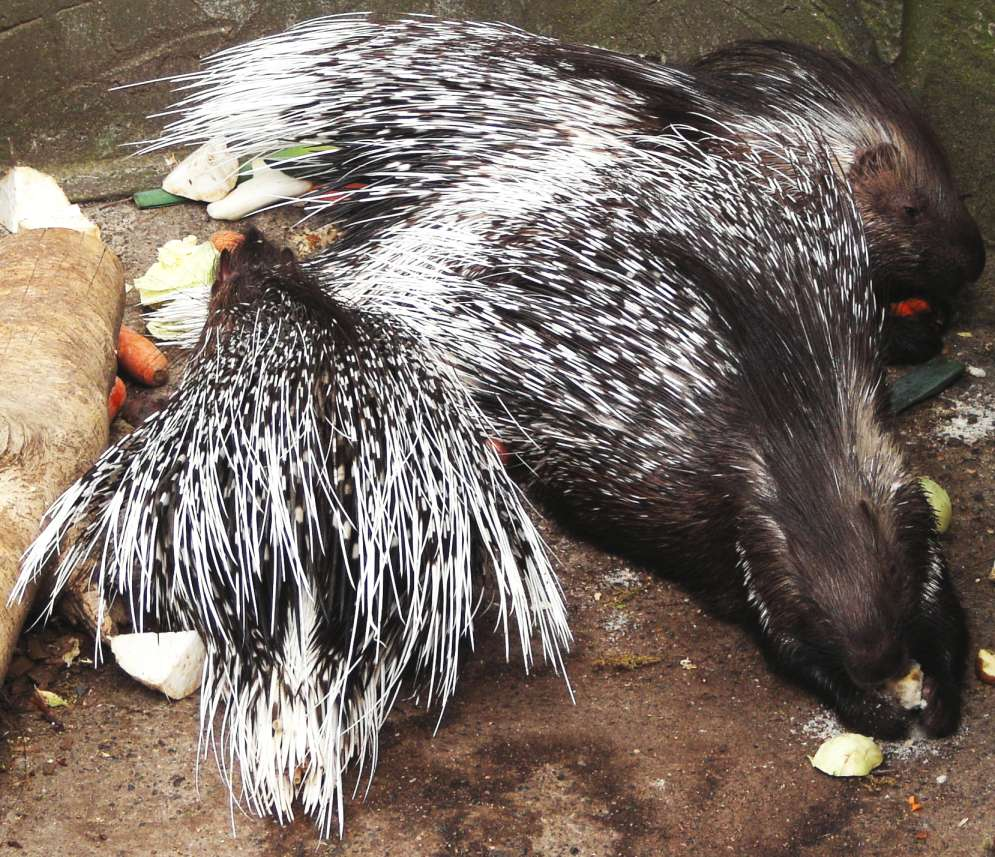
Porc-épic indien

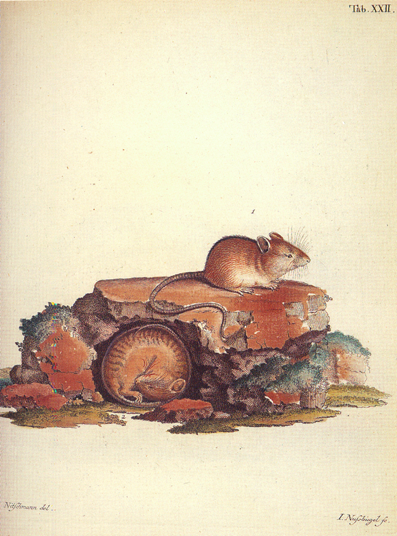
Siciste de bouleau

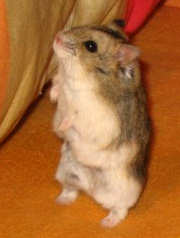
Hamster de Campbell

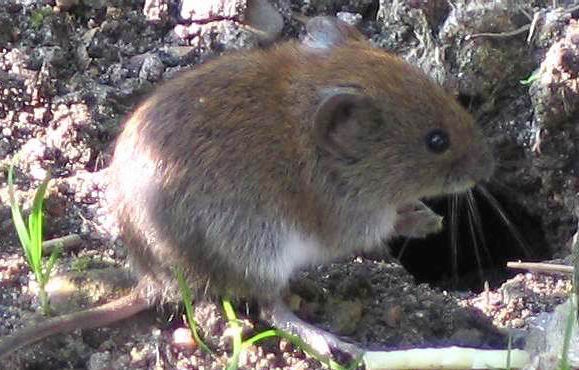
Campagnol roussâtre

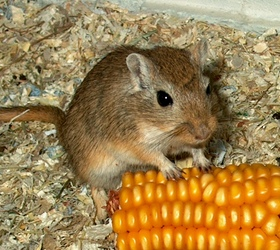
Gerbille de Mongolie

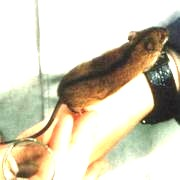
Mulot rayé

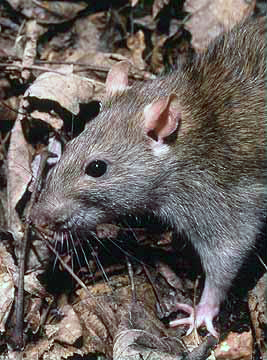
Rat brun

Les rongeurs constituent l'ordre le plus important de mammifères, avec 40 % des espèces. Ils possèdent deux incisives à la mâchoire inférieure et à la mâchoire supérieure à croissance continue et doivent les user continuellement pour les garder courtes. La plupart des rongeurs sont petits même si le capybara peut peser 45 kg.
- Sous-ordre: Hystricognathi
  - Famille : Hystricidae (Old World porcupines)
    - Genre : Atherurus
      - Athérure malais Atherurus macrourus LR/lc

    - Genre : Hystrix
      - Porc-épic de Malaisie Hystrix brachyura VU
      - Porc-épic indien Hystrix indica LR/lc
- Sous-ordre : Sciurognathi
  - Famille : Castoridae (castor)
    - Genre : Castor
      - Castor européen Castor fiber NT

  - Famille : Sciuridae (écureuils)
    - Sous-famille : Ratufinae
      - Genre : Ratufa
        - Écureuil géant oriental Ratufa bicolor LR/lc

    - Sous-famille : Sciurinae
      - Tribu : Sciurini
        - Genre : Sciurus
          - Écureuil d'Eurasie Sciurus vulgaris LC

      - Tribu : Pteromyini
        - Genre : Aeretes
          - Écureuil volant Aeretes melanopterus LR/nt

        - Genre : Belomys
          - Écureuil volant Belomys pearsonii LR/nt

        - Genre : Hylopetes
          - Écureuil volant Hylopetes alboniger EN
          - Écureuil volant Hylopetes phayrei LR/lc

        - Genre : Petaurista
          - Écureuil géant volant rouge et blanc Petaurista alborufus LR/lc
          - Petaurista elegans LR/lc
          - Petaurista leucogenys LR/lc
          - Petaurista nobilis LR/nt
          - Petaurista petaurista LR/lc
          - Petaurista philippensis LR/lc
          - Écureuil volant géant de Chine Petaurista xanthotis LR/lc

        - Genre : Pteromys
          - Polatouche de Sibérie Pteromys volans LR/nt

        - Genre : Trogopterus
          - Trogopterus xanthipes EN

    - Sous-famille : Callosciurinae
      - Genre : Callosciurus
        - Écureuil à ventre rouge Callosciurus erythraeus LR/lc
        - Callosciurus inornatus LR/lc
        - Callosciurus phayrei LR/lc
        - Callosciurus pygerythrus VU
        - Callosciurus quinquestriatus VU

      - Genre : Dremomys
        - Dremomys lokriah LR/lc
        - Dremomys pernyi LR/lc
        - Dremomys pyrrhomerus LR/lc
        - Dremomys rufigenis LR/lc

      - Genre : Menetes
        - Écureuil des palmiers Menetes berdmorei LR/lc

      - Genre : Tamiops
        - Tamiops macclellandi LR/lc
        - Tamiops maritimus LR/lc
        - Tamiops swinhoei LR/lc

    - Sous-famille : Xerinae
      - Tribu : Marmotini
        - Genre : Marmota
          - Marmotte grise Marmota baibacina LR/lc
          - Marmotte à longue queue Marmota caudata LR/nt
          - Marmotte de l'Himalaya Marmota himalayana LR/lc
          - Marmotte de Mongolie Marmota sibirica LR/lc

        - Genre : Sciurotamias
          - Écureuil du Père David Sciurotamias davidianus LR/lc
          - Sciurotamias forresti VU

        - Genre : Spermophilus
          - Spermophile d'Alashan Spermophilus alashanicus LR/lc
          - Spermophilus dauricus LR/lc
          - Spermophilus erythrogenys LR/lc
          - Souslik fauve Spermophilus fulvus LR/lc
          - Spermophilus undulatus LR/lc

        - Genre : Tamias
          - Tamia de Sibérie Tamias sibiricus LR/lc

  - Famille : Gliridae (dormice)
    - Sous-famille : Leithiinae
      - Genre : Dryomys
        - Lérotin Dryomys nitedula LR/nt
        - Dryomys sichuanensis EN

  - Famille : Dipodidae (jerboas)
    - Sous-famille : Allactaginae
      - Genre : Allactaga
        - Allactaga balikunica LR/lc
        - Allactaga bullata LR/nt
        - Allactaga elater LR/lc
        - Allactaga sibirica LR/lc

      - Genre : Pygeretmus
        - Pygeretmus pumilio LR/lc

    - Sous-famille : Cardiocraniinae
      - Genre : Cardiocranius
        - Cardiocranius paradoxus VU

      - Genre : Salpingotus
        - Salpingotus crassicauda VU
        - Salpingotus kozlovi LR/nt

    - Sous-famille : Dipodinae
      - Genre : Dipus
        - Dipus sagitta LR/lc

      - Genre : Stylodipus
        - Stylodipus andrewsi LR/lc
        - Stylodipus sungorus LR/lc
        - Stylodipus telum LR/lc

    - Sous-famille : Euchoreutinae
      - Genre : Euchoreutes
        - Euchoreutes naso EN

    - Sous-famille : Sicistinae
      - Genre : Sicista
        - Sicista betulina LR/nt
        - Sicista caudata EN
        - Sicista concolor LR/lc
        - Sicista subtilis LR/nt
        - Sicista tianschanica LR/lc

    - Sous-famille : Zapodinae
      - Genre : Eozapus
        - Eozapus setchuanus VU

  - Famille : Platacanthomyidae
    - Genre : Typhlomys
      - Typhlomys cinereus LR/lc

  - Famille : Spalacidae
    - Sous-famille : Myospalacinae
      - Genre : Myospalax
        - Myospalax aspalax LR/lc
        - Myospalax epsilanus LR/nt
        - Myospalax fontanierii VU
        - Myospalax psilurus LR/lc
        - Myospalax rothschildi LR/nt
        - Myospalax smithii LR/nt

    - Sous-famille : Rhizomyinae
      - Genre : Cannomys
        - Cannomys badius LR/lc

      - Genre : Rhizomys
        - Rhizomys pruinosus LR/lc
        - Rhizomys sinensis LR/lc
        - Rhizomys sumatrensis LR/lc

  - Famille : Cricetidae
    - Sous-famille : Cricetinae
      - Genre : Allocricetulus
        - Allocricetulus curtatus LR/lc

      - Genre : Cansumys
        - Cansumys canus LR/lc

      - Genre : Cricetulus
        - Cricetulus alticola LR/lc
        - Cricetulus barabensis LR/lc
        - Cricetulus kamensis LR/lc
        - Cricetulus longicaudatus LR/lc
        - Cricetulus migratorius LR/nt
        - Cricetulus sokolovi LR/lc

      - Genre : Cricetus
        - Cricetus cricetus LR/lc

      - Genre : Phodopus
        - Phodopus campbelli LR/lc
        - Phodopus roborovskii LR/lc

      - Genre : Tscherskia
        - Tscherskia triton LR/lc

    - Sous-famille : Arvicolinae
      - Genre : Alticola
        - Alticola argentatus LR/lc
        - Alticola barakshin LR/lc
        - Alticola roylei LR/nt
        - Alticola stoliczkanus LR/lc
        - Alticola stracheyi LR/lc
        - Alticola strelzowi LR/lc

      - Genre : Arvicola
        - Arvicola terrestris LR/lc

      - Genre : Clethrionomys
        - Clethrionomys centralis LR/lc
        - Clethrionomys glareolus LR/lc
        - Campagnol de Sundevall Clethrionomys rufocanus LR/lc
        - Clethrionomys rutilus LR/lc

      - Genre : Ellobius
        - Ellobius tancrei LR/lc

      - Genre : Eolagurus
        - Eolagurus luteus LR/cd
        - Eolagurus przewalskii LR/lc

      - Genre : Eothenomys
        - Eothenomys chinensis LR/lc
        - Eothenomys custos LR/lc
        - Eothenomys eva LR/lc
        - Eothenomys inez LR/lc
        - Eothenomys melanogaster LR/lc
        - Eothenomys olitor LR/lc
        - Eothenomys proditor LR/lc
        - Eothenomys shanseius LR/lc

      - Genre : Lagurus
        - Lagurus lagurus LR/lc

      - Genre : Lasiopodomys
        - Lasiopodomys brandtii LR/lc
        - Lasiopodomys fuscus LR/nt
        - Lasiopodomys mandarinus LR/lc

      - Genre : Microtus
        - Microtus agrestis LR/lc
        - Microtus gregalis LR/lc
        - Microtus irene LR/lc
        - Microtus juldaschi LR/lc
        - Microtus leucurus LR/lc
        - Microtus limnophilus LR/lc
        - Microtus mongolicus LR/lc
        - Microtus obscurus LR/lc
        - Microtus sikimensis LR/lc
        - Microtus socialis LR/lc
        - Sous-genre : Alexandromys
          - Microtus fortis LR/lc
          - Microtus maximowiczii LR/lc

      - Genre : Myopus
        - Myopus schisticolor NT

      - Genre : 
        - Proedromys bedfordi LR/nt

      - Genre : Volemys
        - Volemys clarkei LR/nt
        - Volemys millicens LR/lc
        - Volemys musseri LR/lc

  - Famille : Muridae (souris, rats, voles, gerbilles, hamsters, etc.)
    - Sous-famille : Gerbillinae
      - Genre : Brachiones
        - Brachiones przewalskii LR/lc

      - Genre : Meriones
        - Meriones chengi CR
        - Meriones libycus LC
        - Meriones meridianus LR/lc
        - Meriones tamariscinus LR/lc
        - Meriones unguiculatus LR/lc

      - Genre : Rhombomys
        - Rhombomys opimus LR/lc

    - Sous-famille : Murinae
      - Genre : Apodemus
        - Apodemus agrarius LR/lc
        - Apodemus chevrieri LR/lc
        - Apodemus draco LR/lc
        - Apodemus latronum LR/lc
        - Apodemus peninsulae LR/lc
        - Apodemus uralensis LR/lc

      - Genre : Bandicota
        - Bandicota indica LR/lc

      - Genre : Berylmys
        - Berylmys bowersi LR/lc
        - Berylmys mackenziei LR/lc

      - Genre : Chiropodomys
        - Chiropodomys gliroides LR/lc

      - Genre : Dacnomys
        - Dacnomys millardi LR/lc

      - Genre : Hadromys
        - Hadromys humei LR/lc

      - Genre : Hapalomys
        - Hapalomys delacouri LR/nt

      - Genre : Leopoldamys
        - Leopoldamys edwardsi LR/lc

      - Genre : Micromys
        - Micromys minutus LR/nt

      - Genre : Mus
        - Mus caroli LR/lc
        - Mus cookii LR/lc
        - Mus pahari LR/lc

      - Genre : Nesokia
        - Nesokia indica LC

      - Genre : Niviventer
        - Niviventer andersoni LR/lc
        - Niviventer confucianus LR/lc
        - Niviventer eha LR/lc
        - Niviventer excelsior LR/lc
        - Niviventer fulvescens LR/lc

      - Genre : Rattus
        - Rattus losea LR/lc
        - Rattus nitidus LR/lc
        - Rattus norvegicus LR/lc
        - Rattus sikkimensis VU
        - Rattus tanezumi LR/lc
        - Rattus turkestanicus LR/lc

      - Genre : Vandeleuria
        - Vandeleuria oleracea LR/lc

      - Genre : Vernaya
        - Vernaya fulva VU

#### Ordre:Erinaceomorpha(hérissons et gymnures)
L'ordre Erinaceomorpha contient une seule famille, les érinacéidés, qui comprend les hérissons et les gymnures. Les hérissons sont aisément reconnaissables par leurs énormes poils de couverture modifiés appelés piquants.
- Famille : Erinaceidae (hedgehogs)
  - Sous-famille : Erinaceinae
    - Genre : Erinaceus
      - Erinaceus amurensis LR/lc

    - Genre : Hemiechinus
      - Hemiechinus auritus LR/lc

    - Genre : Mesechinus
      - Mesechinus dauuricus LR/lc
      - Mesechinus hughi VU

  - Subfamille: Galericinae
    - Genre : Hylomys
      - Hylomys hainanensis EN
      - Hylomys sinensis LR/nt
      - Hylomys suillus LR/lc

#### Ordre:Soricomorpha(musaraignes, taupes, et solédontes)

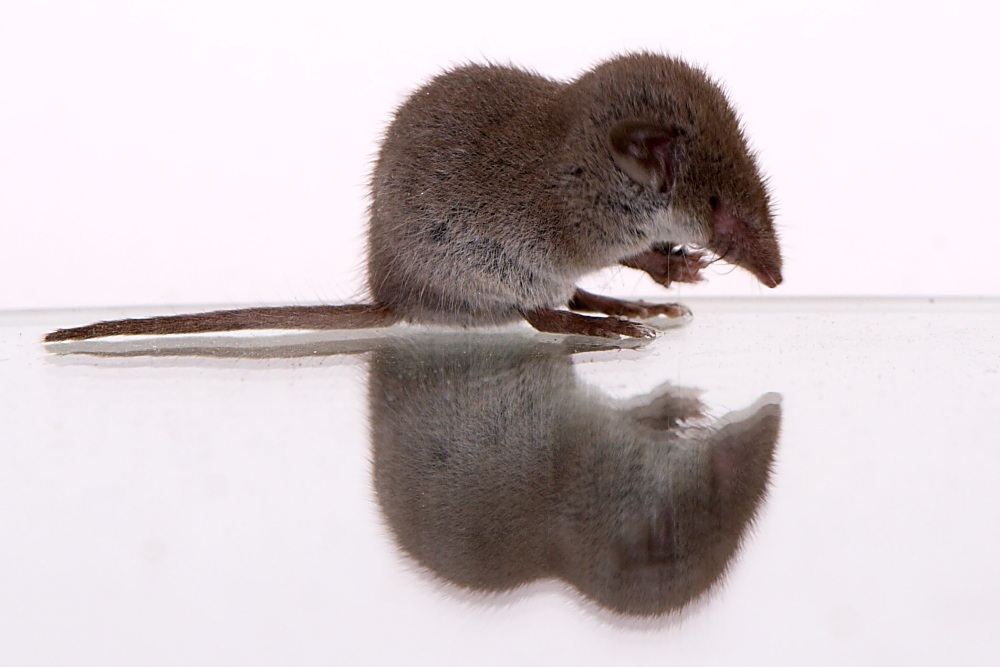
Musaraigne des jardins

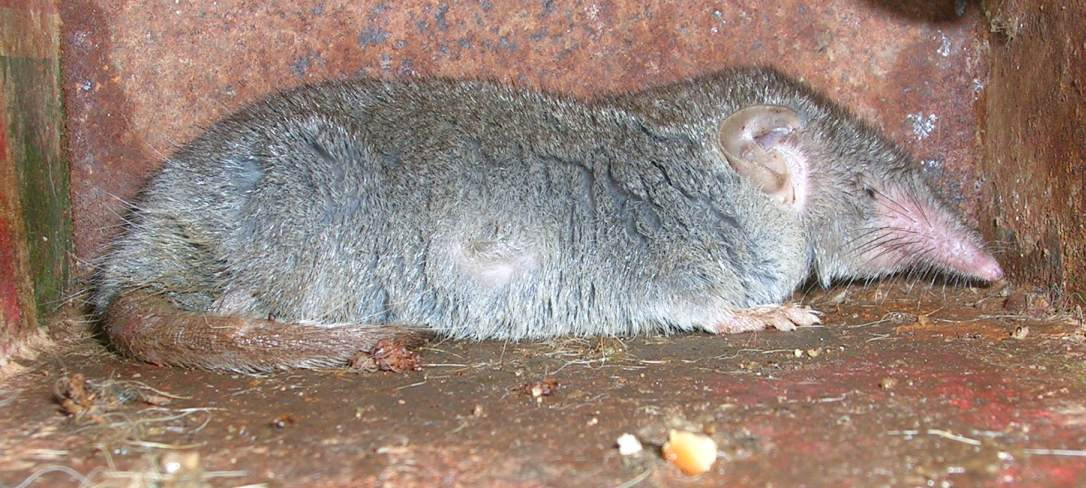
Suncus murinus

Les musaraignes (sensu lato) sont des mammifères insectivores. Les musaraignes et les sélodontes ressemblent beaucoup aux souris tandis que les taupes sont un peu plus courtaudes.
- Famille : Soricidae (musaraignes)
  - Sous-famille : Crocidurinae
    - Genre : Crocidura
      - Crocidura attenuata LR/lc
      - Crocidura fuliginosa LR/lc
      - Crocidura gmelini LR/lc
      - Crocidura gueldenstaedtii LR/lc
      - Crocidura horsfieldii LR/lc
      - Crocidura lasiura LR/lc
      - Crocidura pullata LR/lc
      - Crocidura shantungensis DD
      - Crocidura sibirica LR/lc
      - Crocidura suaveolens LR/lc

    - Genre : Suncus
      - Suncus etruscus LC
      - Suncus murinus LR/lc

  - Sous-famille : Soricinae
    - Tribu : Anourosoricini
      - Genre : Anourosorex
        - Anourosorex squamipes LR/lc

    - Tribu : Blarinellini
      - Genre : Blarinella
        - Blarinella quadraticauda LR/lc
        - Blarinella wardi LR/nt

    - Tribu : Nectogalini
      - Genre : Chimarrogale
        - Chimarrogale himalayica LR/lc
        - Chimarrogale styani LR/lc

      - Genre : Nectogale
        - Nectogale elegans LR/lc

      - Genre : Neomys
        - Neomys fodiens LR/lc

      - Genre : Soriculus
        - Soriculus caudatus LR/lc
        - Soriculus hypsibius LR/lc
        - Soriculus lamula LR/lc
        - Soriculus leucops LR/lc
        - Soriculus macrurus LR/lc
        - Soriculus nigrescens LR/lc
        - Soriculus parca LR/lc
        - Soriculus salenskii CR
        - Soriculus smithii LR/lc

    - Tribu : Soricini
      - Genre : Sorex
        - Sorex asper LR/lc
        - Sorex bedfordiae LR/lc
        - Sorex caecutiens LR/lc
        - Sorex cansulus CR
        - Sorex cylindricauda EN
        - Sorex daphaenodon LR/lc
        - Sorex excelsus DD
        - Sorex gracillimus LR/lc
        - Sorex isodon LR/lc
        - Sorex kozlovi CR
        - Sorex minutissimus LR/lc
        - Sorex minutus LR/lc
        - Sorex mirabilis LR/lc
        - Sorex sinalis VU
        - Sorex thibetanus LR/lc
        - Sorex tundrensis LR/lc
- Famille : Talpidae (moles)
  - Sous-famille : Scalopinae
    - Tribu : Scalopini
      - Genre : Scapanulus
        - Scapanulus oweni LR/lc

  - Sous-famille : Talpinae
    - Tribu : Scaptonychini
      - Genre : Scaptonyx
        - Scaptonyx fusicaudus LR/lc

    - Tribu : Talpini
      - Genre : Euroscaptor
        - Euroscaptor grandis LR/lc
        - Euroscaptor longirostris LR/lc
        - Euroscaptor micrura LR/lc

      - Genre : Mogera
        - Mogera insularis LR/lc
        - Mogera robusta LR/lc

      - Genre : Parascaptor
        - Parascaptor leucura LR/lc

      - Genre : Scaptochirus
        - Scaptochirus moschatus LR/lc

  - Sous-famille : Uropsilinae
    - Genre : Uropsilus
      - Uropsilus andersoni LR/lc
      - Uropsilus gracilis LR/lc
      - Uropsilus investigator EN
      - Uropsilus soricipes EN

#### Ordre:Chiroptera(chauve-souris)

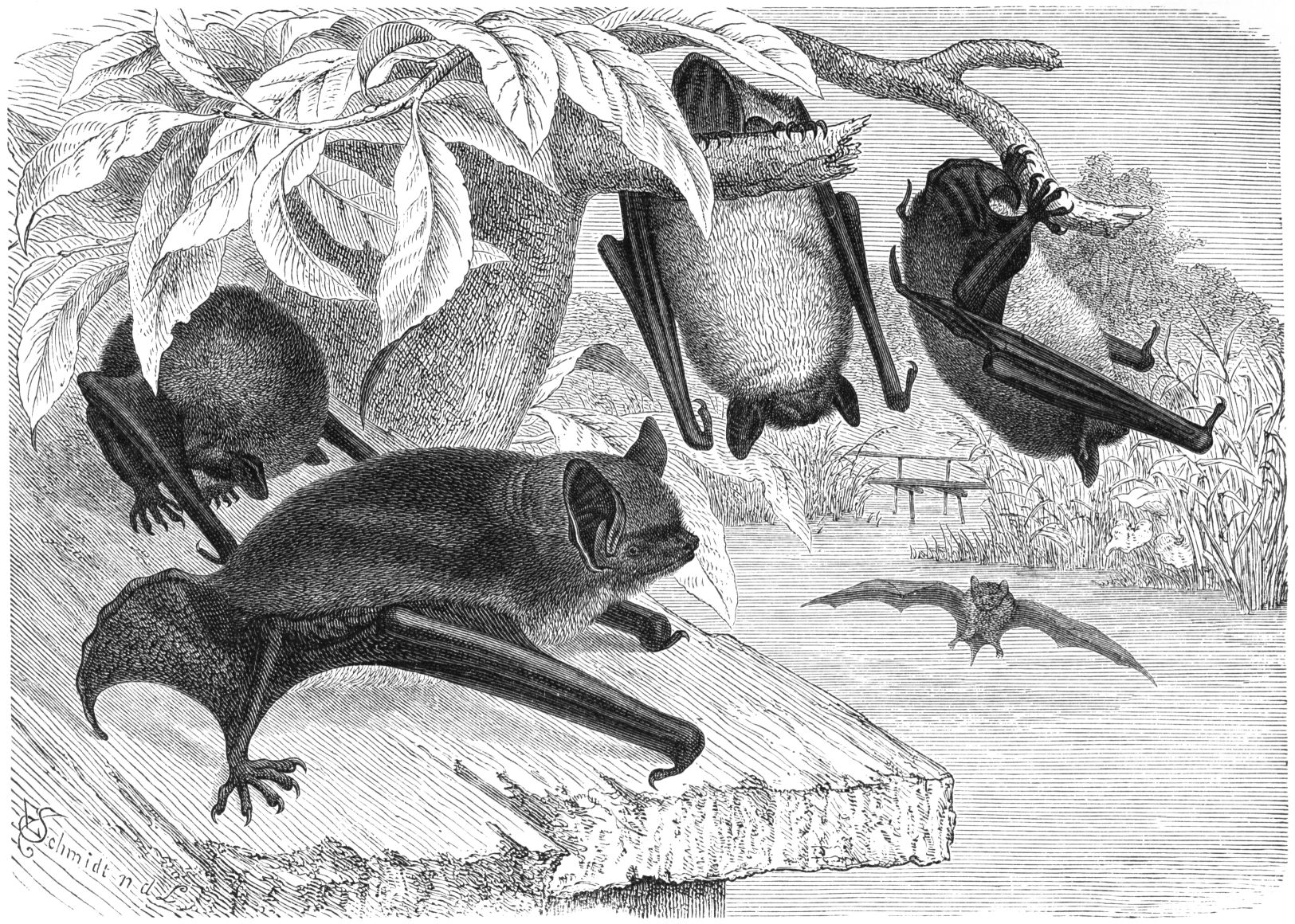
Murin de Daubenton

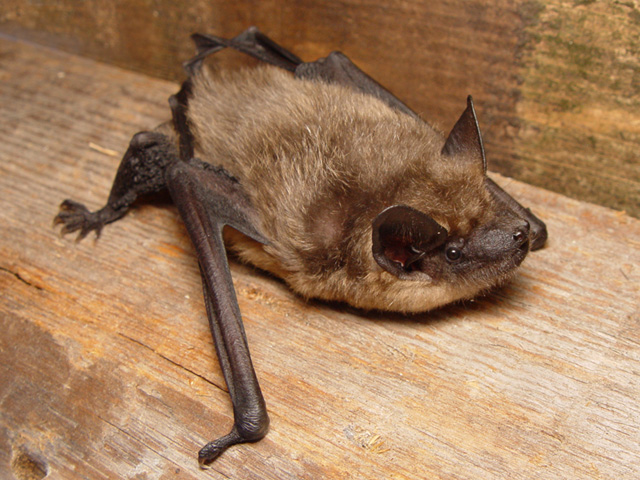
Sérotine commune

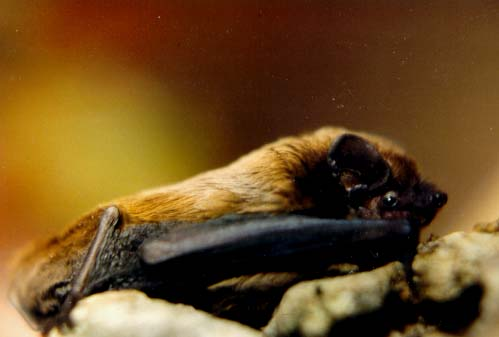
Noctule de Leisler

- Famille : Pteropodidae (Renards volants, chauves-souris frugivores de l'Ancien Monde)
  - Sous-famille : Pteropodinae
    - Genre : Cynopterus
      - Cynopterus brachyotis LR/lc
      - Cynopterus sphinx LR/lc

    - Genre : Pteropus
      - Pteropus giganteus LR/lc

    - Genre : Rousettus
      - Rousettus leschenaulti LR/lc

    - Genre : Sphaerias
      - Sphaerias blanfordi LR/lc

  - Sous-famille : Macroglossinae
    - Genre : Eonycteris
      - Eonycteris spelaea LR/lc
- Famille : Vespertilionidae
  - Sous-famille : Kerivoulinae
    - Genre : Kerivoula
      - Kerivoula hardwickii LR/lc
      - Kerivoula picta LR/lc

  - Sous-famille : Myotinae
    - Genre : Myotis
      - Myotis altarium LR/lc
      - Myotis blythii LR/lc
      - Myotis bombinus LR/nt
      - Myotis chinensis LR/lc
      - Myotis dasycneme VU
      - Myotis daubentonii LR/lc
      - Myotis fimbriatus LR/nt
      - Myotis formosus LR/lc
      - Myotis frater LR/nt
      - Myotis horsfieldii LR/lc
      - Myotis ikonnikovi LR/lc
      - Myotis montivagus LR/nt
      - Myotis mystacinus LR/lc
      - Myotis nattereri LR/lc
      - Myotis pequinius LR/nt
      - Myotis ricketti LR/nt
      - Myotis siligorensis LR/lc

  - Sous-famille : Vespertilioninae
    - Genre : Arielulus
      - Arielulus circumdatus LR/lc

    - Genre : Eptesicus
      - Eptesicus gobiensis LR/lc
      - Eptesicus nilssoni LR/lc
      - Eptesicus pachyotis LR/nt
      - Eptesicus serotinus LR/lc

    - Genre : Falsistrellus
      - Falsistrellus affinis LR/lc

    - Genre : Hesperoptenus
      - Hesperoptenus tickelli LR/lc

    - Genre : Hypsugo
      - Hypsugo pulveratus LR/nt
      - Hypsugo savii LR/lc

    - Genre : Ia
      - Ia io LR/nt

    - Genre : Nyctalus
      - Nyctalus aviator LR/nt
      - Nyctalus leisleri LR/nt
      - Nyctalus noctula LR/lc

    - Genre : Pipistrellus
      - Pipistrellus ceylonicus LR/lc
      - Pipistrellus paterculus LR/nt
      - Pipistrellus pipistrellus LC
      - Pipistrellus tenuis LR/lc

    - Genre : Plecotus
      - Plecotus ariel
      - Plecotus ognevi

    - Genre : Scotomanes
      - Scotomanes ornatus LR/nt

    - Genre : Scotophilus
      - Scotophilus heathi LR/lc

    - Genre : Tylonycteris
      - Tylonycteris pachypus LR/lc
      - Tylonycteris robustula LR/lc

    - Genre : Vespertilio
      - Vespertilio murinus LR/lc
      - Vespertilio superans LR/lc

  - Sous-famille : Murininae
    - Genre : Murina
      - Murina aurata LR/nt
      - Murina cyclotis LR/lc
      - Murina fusca DD
      - Murina huttoni LR/nt
      - Murina leucogaster LR/lc

  - Sous-famille : Miniopterinae
    - Genre : Miniopterus
      - Miniopterus magnater LR/lc
      - Miniopterus medius LR/lc
      - Miniopterus schreibersii LC
- Famille : Molossidae
  - Genre : Chaerephon
    - Chaerephon plicata LR/lc

  - Genre : Tadarida
    - Tadarida latouchei DD
    - Tadarida teniotis LR/lc
- Famille : Emballonuridae
  - Genre : Taphozous
    - Taphozous melanopogon LR/lc
- Famille : Megadermatidae
  - Genre : Megaderma
    - Megaderma lyra LR/lc
- Famille : Rhinolophidae
  - Sous-famille : Rhinolophinae
    - Genre : Rhinolophus
      - Rhinolophus affinis LR/lc
      - Rhinolophus cornutus LR/nt
      - Rhinolophus ferrumequinum LR/nt
      - Rhinolophus lepidus LR/lc
      - Rhinolophus luctus LR/lc
      - Rhinolophus macrotis LR/lc
      - Rhinolophus osgoodi DD
      - Rhinolophus pearsoni LR/lc
      - Rhinolophus pusillus LR/lc
      - Rhinolophus rex VU
      - Rhinolophus rouxi LR/lc
      - Rhinolophus sinicus LR/lc
      - Rhinolophus thomasi LR/nt
      - Rhinolophus yunanensis LR/nt

  - Sous-famille : Hipposiderinae
    - Genre : Aselliscus
      - Aselliscus stoliczkanus LR/lc

    - Genre : Coelops
      - Coelops frithii LR/lc

    - Genre : Hipposideros
      - Hipposideros armiger LR/lc
      - Hipposideros larvatus LR/lc
      - Hipposideros pomona LR/lc
      - Hipposideros pratti LR/nt

#### Ordre:Pholidota(pangolins)

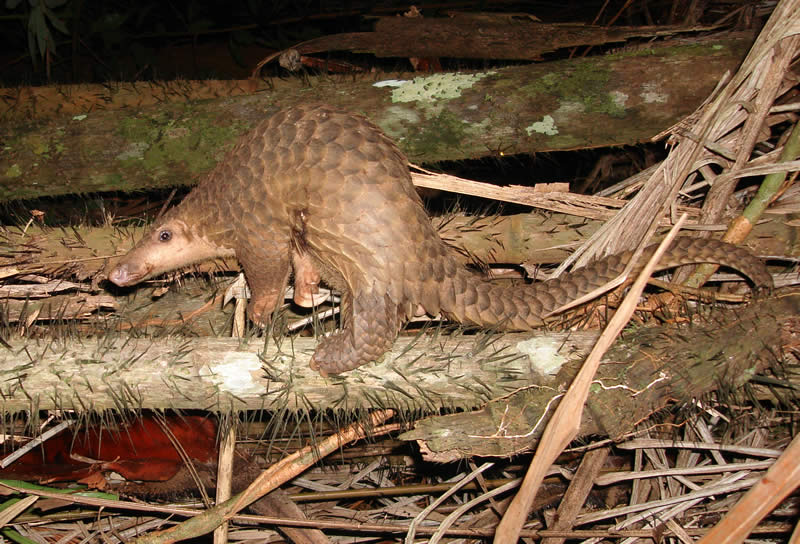
Pangolin de Malaisie

L'ordre Pholidota comprend les huit espèces de pangolins. Les pangolins sont des édentés et possèdent de puissantes griffes, un long museau et une langue longue qui peut être observée chez les autres espèces de ce qui constituait les xénarthres
- Famille : Manidae
  - Genre : Manis
    - Pangolin de Malaisie Manis javanica LR/nt; présence incertaine selon Chong et al[3], 2020.
    - Pangolin à courte queue Manis pentadactyla LR/nt

#### Ordre:Cetacea(baleines)

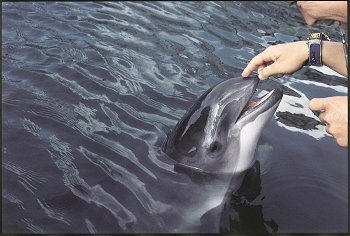
Marsouin commun

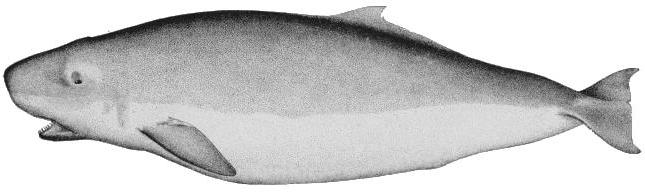
Cachalot pygmée

L'ordre des cétacés comprend les baleines, les dauphins et les marsouins. Ce sont des mammifères totalement adaptés à la vie aquatique avec un corps lisse et fuselé, avec une couche de graisse sous-cutanée, et des membres antérieurs et une queue modifiés pour la propulsion sous l'eau.
- Sous-ordre :Mysticeti
  - Famille : Balaenidae
    - Genre : Eubalaena
      - Eubalaena japonica EN

  - Famille : Balaenopteridae
    - Sous-famille : Balaenopterinae
      - Genre : Balaenoptera
        - Balaenoptera acutorostrata LR/nt
        - Balaenoptera edeni DD

  - Famille : Eschrichtiidae
    - Genre : Eschrichtius
      - Eschrichtius robustus LR/cd
- Sous-ordre :Odontoceti
  - Super famille : Platanistoidea
    - Famille : Lipotidae
      - Genre : Lipotes
        - Dauphin de Chine Lipotes vexillifer CR

    - Famille : Phocoenidae
      - Genre : Neophocaena
        - Neophocaena phocaenoides DD

      - Genre : Phocoena
        - Phocoena phocoena VU

      - Genre : Phocoenoides
        - Phocoenoides dalli LR/cd

    - Famille : Physeteridae
      - Genre : Physeter
        - Physeter macrocephalus VU

    - Famille : Kogiidae
      - Genre : Kogia
        - Kogia breviceps LR/lc
        - Kogia sima LR/lc

    - Famille : Ziphidae
      - Genre : Ziphius
        - Ziphius cavirostris DD

      - Sous-famille : Hyperoodontidae
        - Genre : Mesoplodon
          - Mesoplodon densirostris DD
          - Mesoplodon ginkgodens DD

    - Famille : Delphinidae (marine dolphins)
      - Genre : Steno
        - Steno bredanensis DD

      - Genre : Sousa
        - Sousa chinensis DD

      - Genre : Tursiops
        - Tursiops aduncus DD
        - Tursiops truncatus DD

      - Genre : Stenella
        - Stenella attenuata LR/cd
        - Stenella coeruleoalba LR/cd
        - Stenella longirostris LR/cd

      - Genre : Delphinus
        - Delphinus capensis LR/lc

      - Genre : Lagenodelphis
        - Lagenodelphis hosei DD

      - Genre : Lagenorhynchus
        - Lagenorhynchus obliquidens LR/lc

      - Genre : Grampus
        - Grampus griseus DD

      - Genre : Feresa
        - Feresa attenuata DD

      - Genre : Pseudorca
        - Pseudorca crassidens LR/lc

      - Genre : Globicephala
        - Globicephala macrorhynchus LR/cd

#### Ordre:Carnivora(carnivores)

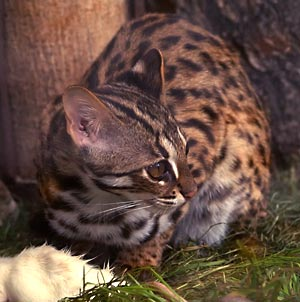
Chat léopard du Bengale

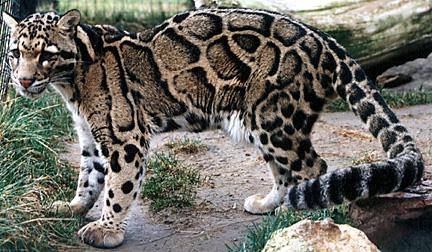
Panthère nébuleuse

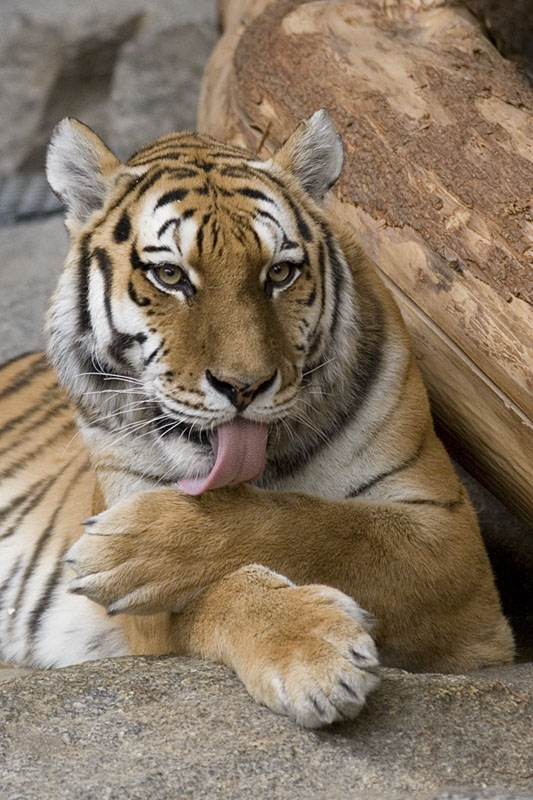
Tigre

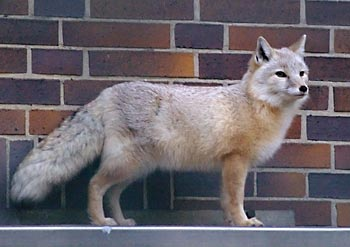
Renard corsac

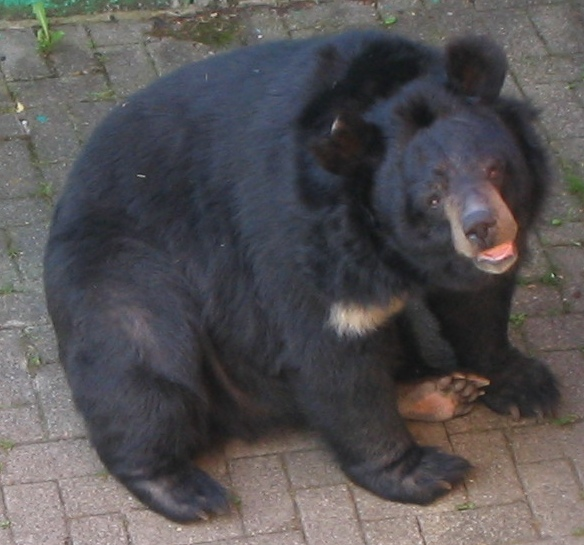
Ours noir d'Asie

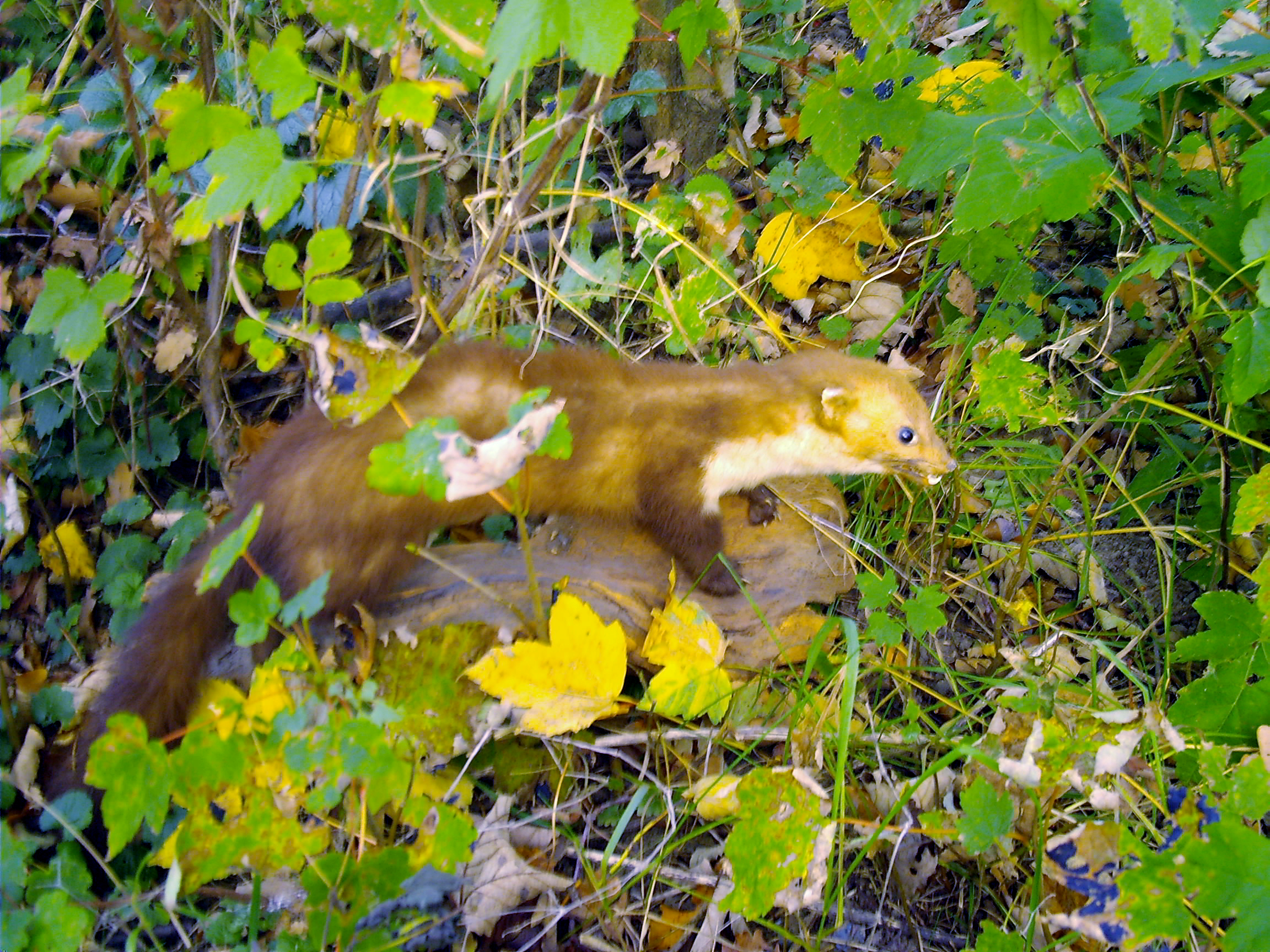
Fouine

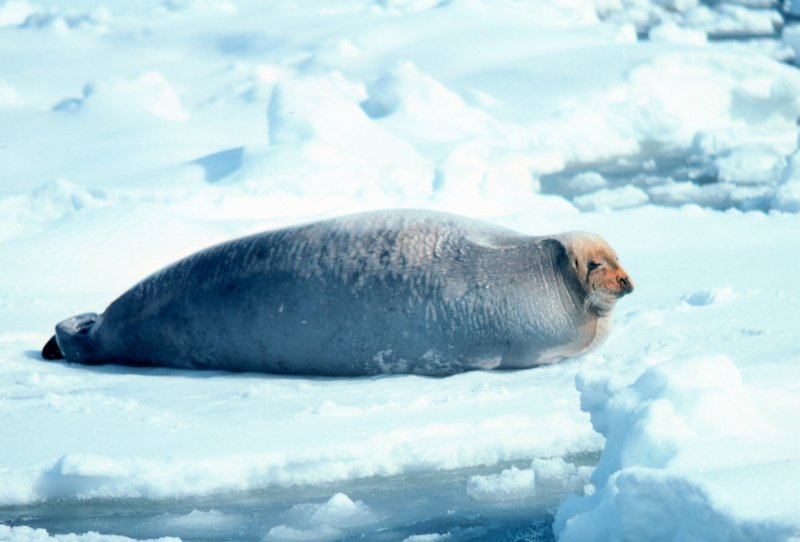
Phoque barbu

L'ordre des carnivores comprend plus de 260 espèces, dont la plupart mangent de la viande comme élément principal de leur régime alimentaire. Ils se distinguent par une mâchoire et une denture qui leur permet de chasser et de manger d'autres animaux.
- Sous-ordre : Feliformia
  - Famille : Felidae (félins)
    - Sous-famille : Felinae
      - Genre : Catopuma
        - Chat de Temminck Catopuma temminckii VU

      - Genre : Felis
        - Chat de Mongolie Felis bieti VU
        - Chaus Felis chaus LC
        - Chat sauvage Felis silvestris LC
        - Chat de Pallas Felis manul NT

      - Genre : Lynx
        - Lynx d'Eurasie Lynx lynx NT

      - Genre : Pardofelis
        - Chat marbré Pardofelis marmorata VU

      - Genre : Prionailurus
        - Chat léopard du Bengale Prionailurus bengalensis LC
        - Chat viverrin Prionailurus viverrinus VU

    - Sous-famille : Pantherinae
      - Genre : Neofelis
        - Panthère nébuleuse Neofelis nebulosa VU

      - Genre : Panthera
        - Léopard Panthera pardus LC
        - Tigre Panthera tigris EN

      - Genre : Uncia
        - Panthère des neiges Uncia uncia EN

  - Famille : Viverridae (civettes, mangoustes, etc.)
    - Sous-famille : Paradoxurinae
      - Genre : Arctictis
        - Binturong Arctictis binturong LR/lc

      - Genre : Arctogalidia
        - Civette palmiste Arctogalidia trivirgata LR/lc

      - Genre : Paguma
        - Civette masquée Paguma larvata LR/lc

      - Genre : Paradoxurus
        - Civette palmiste hermaphrodite Paradoxurus hermaphroditus LR/lc

    - Sous-famille : Hemigalinae
      - Genre : Chrotogale
        - Civette palmiste d'Owston Chrotogale owstoni VU

    - Sous-famille : Prionodontinae
      - Genre : Prionodon
        - civette à bande Prionodon pardicolor LR/lc

    - Sous-famille : Viverrinae
      - Genre : Viverra
        - Civette à grandes taches Viverra megaspila LR/lc
        - Civette léopard de Malaisie Viverra tangalunga LR/lc
        - Grande civette de l'Inde Viverra zibetha LR/lc

      - Genre : Viverricula
        - Civette indienne Viverricula indica LR/lc

  - Famille : Herpestidae (mangoustes)
    - Genre : Herpestes
      - Petite mangouste indienne Herpestes javanicus LR/lc
      - Mangouste crabière Herpestes urva LR/lc
- Sous-ordre : Caniformia
  - Famille : Ailuridae (petits pandas)
    - Genre : Ailurus
      - Petit panda Ailurus fulgens EN

  - Famille : Canidae (chiens, renards)
    - Genre : Vulpes
      - Renard corsac Vulpes corsac LC
      - Renard du Tibet Vulpes ferrilata LC

    - Genre : Nyctereutes
      - Chien viverrin Nyctereutes procyonoides LC

    - Genre : Canis
      - Loup gris Canis lupus LC

    - Genre : Cuon
      - Dhole Cuon alpinus EN

  - Famille : Ursidae (Ours)
    - Genre : Ursus
      - Ours brun Ursus arctos LR/lc
      - Ours noir d'Asie Ursus thibetanus VU

    - Genre : Helarctos
      - Ours malais Helarctos malayanus DD

    - Genre : Ailuropoda
      - Panda géant Ailuropoda melanoleuca EN

  - Famille : Mustelidae (mustelids)
    - Genre : Mustela
      - Belette de montagne Mustela altaica LR/lc
      - Hermine Mustela erminea LR/lc
      - Putois des steppes Mustela eversmannii LR/lc
      - Belette à ventre jaune Mustela kathiah LR/lc
      - Belette Mustela nivalis LR/lc
      - Vison de Sibérie Mustela sibirica LR/lc
      - Mustela strigidorsa VU

    - Genre : Vormela
      - Putois marbré Vormela peregusna LR/lc

    - Genre : Martes
      - Martes flavigula LR/lc
      - Fouine Martes foina LR/lc
      - Zibeline Martes zibellina LR/lc

    - Genre : Meles
      - Blaireau Meles meles LR/lc

    - Genre : Arctonyx
      - Balisaur Arctonyx collaris LR/lc

    - Genre : Melogale
      - Furet de Chine Melogale moschata LR/lc

    - Genre : Lutra
      - Loutre d'Europe Lutra lutra NT

    - Genre : Lutrogale
      - Loutre à pelage lisse Lutrogale perspicillata VU

    - Genre : Aonyx
      - Loutre cendrée Aonyx cinereus NT

  - Famille : Phocidae (earless seals)
    - Genre : Erignathus
      - Phoque barbu Erignathus barbatus LR/lc

    - Genre : Phoca
      - Phoque tacheté Phoca largha LR/lc
      - Phoque commun Phoca vitulina LR/lc

    - Genre : Pusa
      - Phoque annelé Pusa hispida LR/lc

#### Ordre:Perissodactyla(périssodactyles)
- Famille : Equidae (chevaux etc.)
  - Genre : Equus
    - Equus ferus EW
    - Hémione Equus hemionus VU
    - Kiang Equus kiang LR/lc
- Famille : Rhinocerotidae
  - Genre : Rhinoceros
    - Rhinocéros de Java Rhinoceros sondaicus CR

#### Ordre:Artiodactyla(artiodactyles)
Gazelle du Tibet
Chirou ou Antilope du Tibet EN
Élaphode NT